# Pleurogramme pumila
Pleurogramme pumila là một loài thực vật có mạch trong họ Pteridaceae. Loài này được (Kaulf.) C. Presl miêu tả khoa học đầu tiên năm 1836.